# Chyridiopsida
Chyridiopsida es un orden de hongos microsporidios perteneciente a la división más basal Rozellomycota.
Al igual que otros microsporidios son parásitos intracelulares de las células animales donde se reproducen y propagan sus esporas. Los microsporidios de este orden son patógenos de vertebrados, artrópodos, anélidos y moluscos y les causan inflamación instetinal y diarreas. Se han descrito 5 familias.

## Taxonomía
Contiene las siguientes familias y géneros:
- Familia Chytridiopsidae
  - Género Acarispora
  - Género Chytridiopsis
  - Género Intexta
  - Género Nolleria
- Familia Hesseidae
  - Género Hessea
- Familia Burkeidae
  - Género Burkea
- Familia Buxtehudeidae
  - Género Jiroveciana
  - Género Buxtehudea
- Familia Enterocytozoonidae
  - Género Desmozoon
  - Género Enterocytozoon
  - Género Enterospora
  - Género Hepatospora
  - Género Nucleospora
  - Género Obruspora
  - Género Paranucleospora